# Megasema dolosa
Megasema dolosa är en fjärilsart som beskrevs av John G. Franclemont 1980. Megasema dolosa ingår i släktet Megasema och familjen nattflyn. Inga underarter finns listade i Catalogue of Life.